# Величко Надія Володимирівна
Величко Надія Володимирівна — органістка, солістка Львівського органного залу. Неодноразова учасниця міжнародних музичних фестивалів. Виступала з концертами у Польщі, Словаччині, Австрії, Німеччині, Італії, Нідерландах, Білорусії, Росії, США, Швеції, Данії.

## Життєпис
Народилась у Львові. Закінчила ЛССМШ ім. С. Крушельницької та ЛВДМІ ім. М. Лисенка по класу «фортепіано» (1997). 
В 1999—2003 рр. проходила асистентуру-стажування в Національній музичній академії ім. П. І. Чайковського по фаху «концертмейстерство». 
У 2011—2013 рр. навчалась в магістратурі Санкт — Петербурзького університету на кафедрі старовинних інструментів по фаху «орган».

## Творча діяльність
Брала участь у міжнародних фестивалях:
- «Контрасти» (Львів),
- «Музика тисячоліття»,
- «Камерфест» (Хмельницький),
- «Музика в монастирських мурах» (Вінниця),
- Koncerty ziemy Wroclawskiej,
- Międzynarodowy Festiwal Muzyki Organowej i Kameralnej Jędrzejów,
- «Ренесанс»,
- Międzynarodowy Festiwal Muzyki Organowej i Kameralnej w Zakopanem,
- Органний собор (Рівне),
- ORGANOVÉ DNI JOZEFA GREŠÁKA Bardejov,
- «Діапазон» (Львів),
- Бах-Маратон (Львів).

Так, у 2008 в межах фестивалю «З часів Речі Посполитої», Надія брала участь у реконструкції польської різдвяної меси з Вільнюської табулатури XVII століття та у співдружності з Краківським ансамблем барокових труб представила програму «Музика королівських міст на воді».
Співпрацювала в концертних проектах з кращими колективами Львова: державною Академічною хоровою капелою «Трембіта», хоровою капелою «Дударик», камерним хором «Gloria», ансамблем «Калофонія» та «A Capella Leopolis», львівським камерним оркестром «Академія» (художній керівник Народний артист України Мирослав Скорик), оркестрами «INSO Lviv» та «Da Capo».[ангажоване джерело]